# Mainz-Kostheim

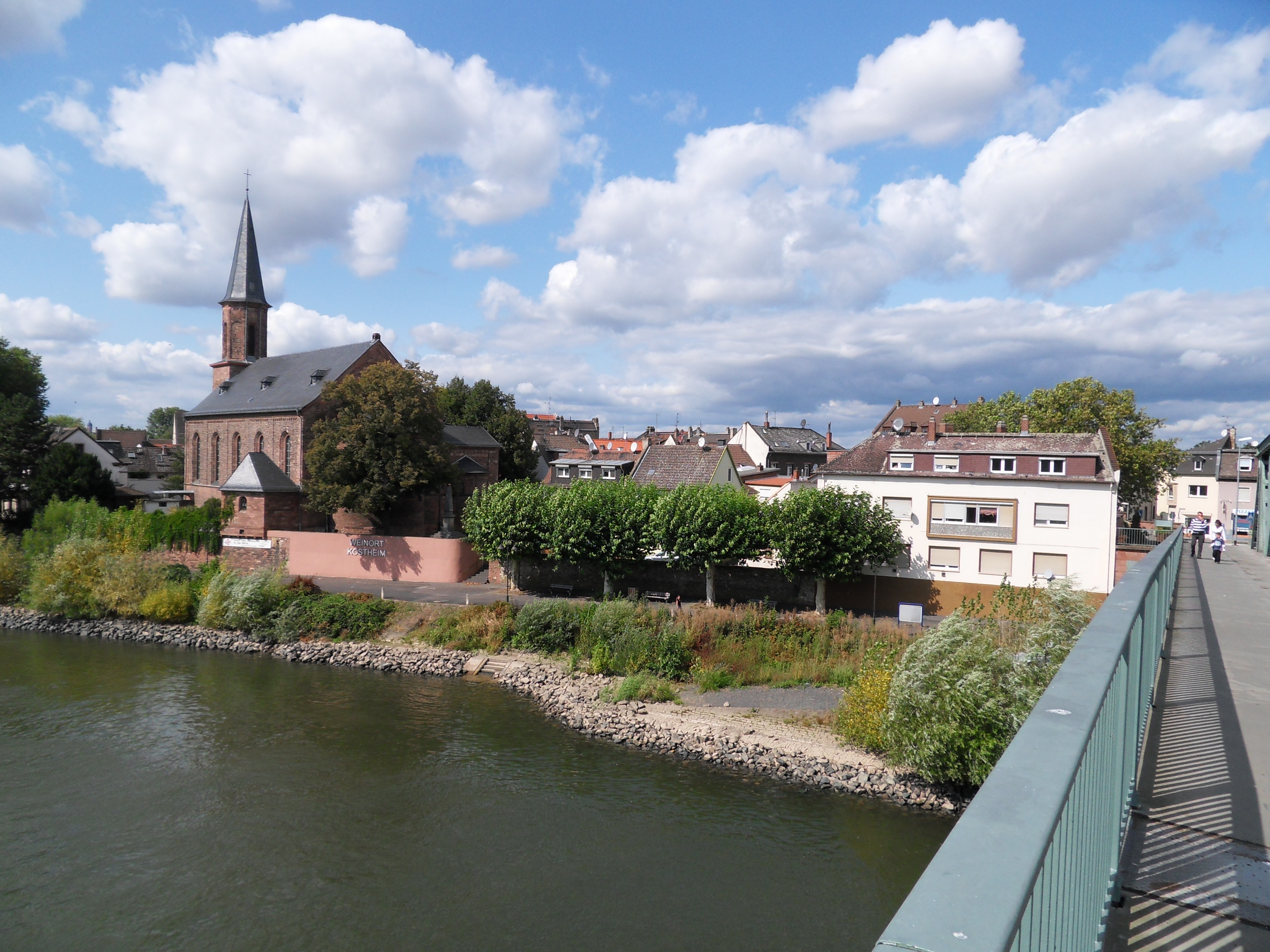
Blick von der Mainbrücke auf Mainz-Kostheim mit der katholischen Pfarrkirche St. Kilian

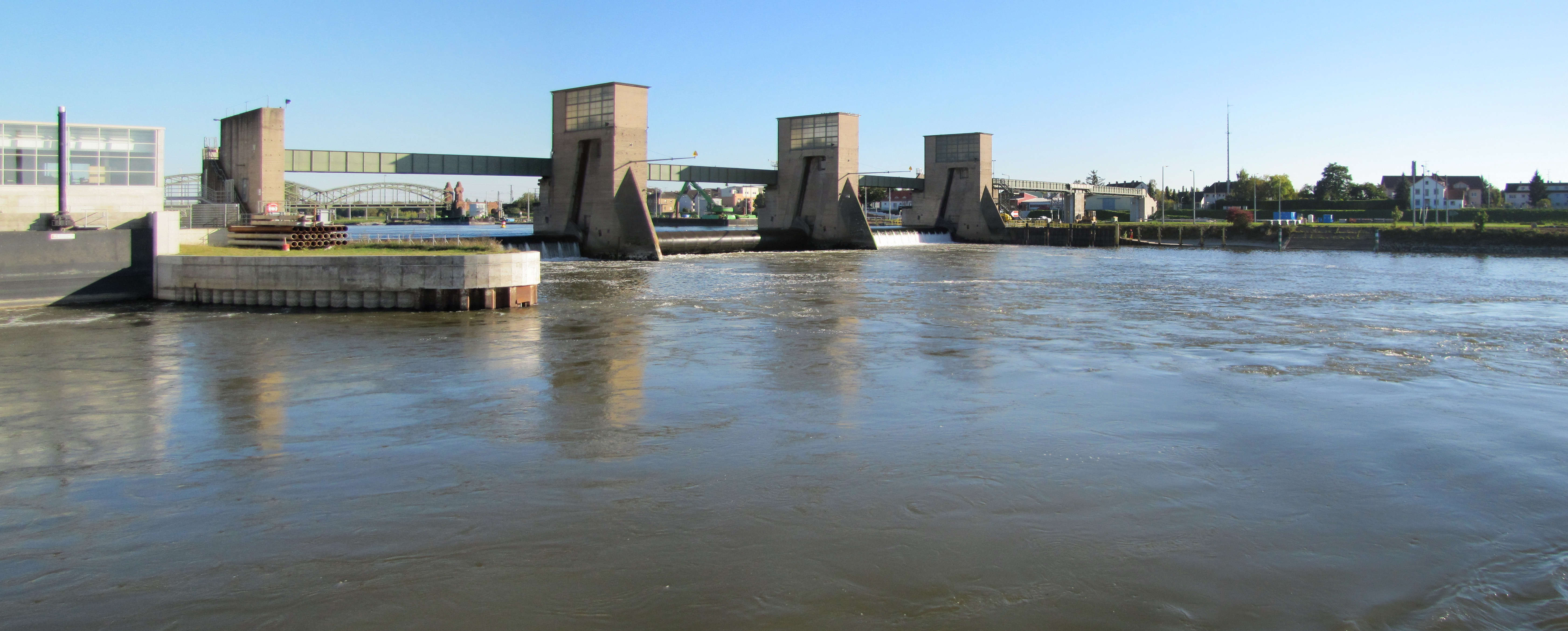
Kostheimer Schleuse

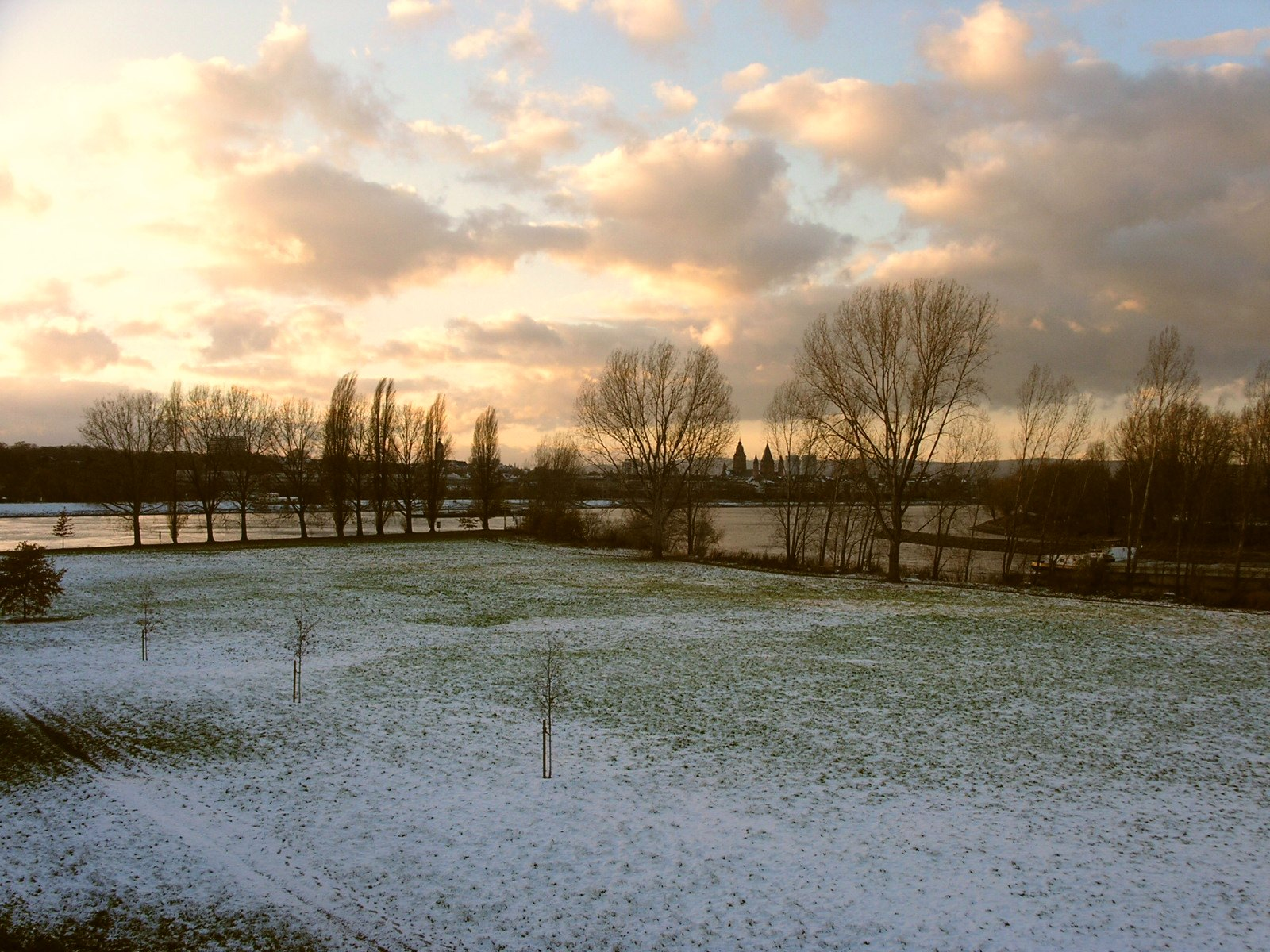
Die Mainmündung bei Kostheim

Mainz-Kostheim ist der südlichste Ortsbezirk der hessischen Landeshauptstadt Wiesbaden.
Kostheim liegt unmittelbar an der Mündung des Mains in den Rhein. Dieser Stadtteil gehört zu den sogenannten AKK-Stadtteilen, die im Zeitraum zwischen 1908 bzw. 1913 und 1945 zur Stadt Mainz gehörten und nach dem Zweiten Weltkrieg von der amerikanischen Militärregierung unter die Verwaltung der Stadt Wiesbaden gestellt wurden. Aus diesem Grund blieb der Namenszusatz „Mainz-“ trotz der politischen Zugehörigkeit zu Wiesbaden erhalten. Das Wappen zeigt die Kostheimer Zange.

## Geschichte

### Urgeschichte
Eine Besiedlung in der Römerzeit oder früher ist wahrscheinlich. So findet sich bei Niedrigwasser die Überreste eines Brückenpfeilers im Main, nahe der heutigen Brücke von Kostheim nach Gustavsburg. Gräber, Hausfundamente und Brunnen aus der Römerzeit deuten ebenfalls darauf hin, dass an dem Weg der Römer nach Mainz und Kastel und über die Steinern Straße mehr als nur ein römischer Lagerplatz bestand.

### Mittelalter
Mainz-Kostheim ist die zweitälteste Weinbaugemeinde des Rheingaus. Die älteste erhaltene Erwähnung von Kostheim stammt aus dem Jahr 790 und findet sich in einer Urkunde, die Karl der Große ausgestellt hat.

"Signum KAROLVS Caroli gloriosissimi regis" Das Signum Karls des Großen unter einer in Kostheim am 31. August 790 ausgefertigten Urkunde: Eigenhändig ist nur der v-förmige sogenannte Vollziehungsstrich innerhalb der Raute.

In seiner 1200-jährigen Geschichte wurde Kostheim mehrmals niedergebrannt und wieder aufgebaut. Bekannt ist, dass Kaiser Friedrich Barbarossa auf der zu Kostheim gehörenden Insel Maaraue in der Mainmündung zwischen dem Main und einem alten Mündungsarm zu Pfingsten 1184 die Gäste zur Schwertleite seiner Söhne in einem großen Feldlager untergebracht hat. Die Angabe der Besucherzahl schwankt zwischen 20.000 und 50.000.

### Neuzeit
1793, während und nach der Belagerung von Mainz durch die Preußen und Österreicher in den Koalitionskriegen, wurden Keller und Häuser geplündert und abgebrannt, Felder und Bäume verwüstet. So hält sich bis heute der Spruch „Häusche abgebrannt, Kühche fortgerannt – arm Kind von Kostheim“. Und der Ausdruck „Kostheimer Nickellos“ bedeutet, dass die armen Kostheimer weder Taler noch Nickel besaßen.
Mit einem Abtretungsvertrag über Kastel und Kostheim von 1806 zwischen Napoleon und dem Fürsten von Nassau-Usingen fiel Kostheim an Frankreich. Kostheim gehörte nun zum Gerichtsbezirk des Friedensgerichts Mainz II. Ab 1816 gehörte Kostheim zum Großherzogtum Hessen(-Darmstadt) und lag in dessen Provinz Rheinhessen. Es galt aber weiterhin Französisches Recht. Die gerichtliche Zuständigkeit wurde 1879 durch das Amtsgericht Mainz übernommen.
Bis etwa Mitte des 19. Jahrhunderts gehörten auch größere Teile des Gebietes südlich des Maines, die heute zu Gustavsburg gehören, noch zu Kostheim. Am 1. April 1908 wurde die selbständige Gemeinde Kostheim per Eingemeindungsvertrag zum 1. Januar 1913 ein Mainzer Stadtteil.
Nach dem Zweiten Weltkrieg verlief die Grenze zwischen der französischen und amerikanischen Besatzungszone mitten durch das Mainzer Stadtgebiet: Während das linksrheinische Stadtgebiet einschließlich der Innenstadt in der französischen Zone lag und deshalb mit Rheinhessen vom Land Hessen abgetrennt und dem neuen Land Rheinland-Pfalz zugeordnet wurde, blieben die sechs rechtsrheinischen Mainzer Stadtteile hessisch. Die drei Stadtteile südlich der Mainmündung wurden nach einer Bürgerabstimmung wieder selbständig. Kostheim kam gemeinsam mit Kastel und Amöneburg zur Stadt Wiesbaden, was zum sogenannten AKK-Konflikt geführt hat.

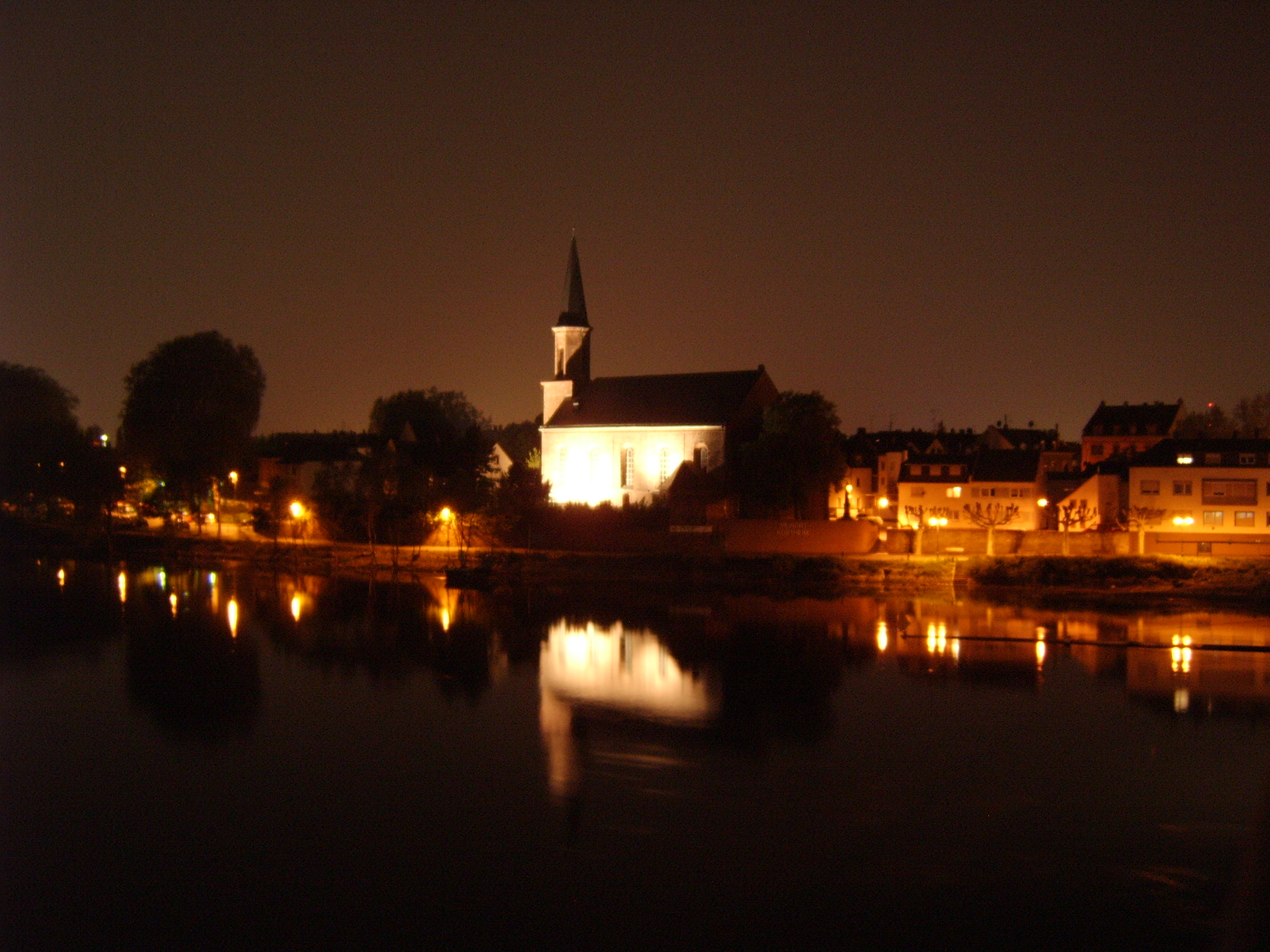
St. Kilian bei Nacht

Es gibt die zwei katholischen Gemeinden Maria Hilf und St. Kilian sowie zwei evangelische Gemeinden, eine methodistische Kirche und seit 2003 auch eine Moschee. Kostheim hat ein reges Vereinsleben.
Kostheim besitzt heute ein neues Industriegebiet in der Anton-Hehn-Straße. Die vormals industriell genutzte Fläche des ehemaligen Sägewerkes Schollmeyer ist heute mit Wohnungen bebaut; das ehemalige Sägewerk Eider am Gückelsberg wurde zu einem Nahversorgunszentrum mit Einzelhandel und Wohnungen. Das Areal der einstigen Kältetechnik-Sparte der Linde AG wird sukzessive mit mehreren hundert Wohnungen bebaut. Die ersten Wohnungen auf dem Linde-Areal wurden im Mai 2021 fertiggestellt. Bis 2030 wird für Kostheim eine Steigerung der Einwohnerzahl gegenüber 2020 von 15 % erwartet. Damit ist Kostheim einer der am stärksten wachsenden Stadtteile Wiesbadens.
Mit dem Kostheimer Carneval Verein 1923 KCV zieht Kostheim immer wieder Fastnachtsfreunde aus ganz Deutschland und der Schweiz an. Am Fastnachtssamstag findet ein Karnevalsumzug durch Kastel und Kostheim statt, der von allen Kostheimer und Kasteler Fastnachtsvereinen veranstaltet und organisiert wird.

## Wahlergebnisse zum Ortsbeirat
- SPD: 4
- FWG: 3
- AUF AKK: 4
- CDU: 3
- FDP: 1

Seit 1972 wird im Rahmen der Kommunalwahlen in Hessen auch der Ortsbeirat des Ortsbezirkes Mainz-Kostheim gewählt. Nach den einzelnen Wahlergebnissen ergab sich jeweils folgende Sitzverteilung:
|      | CDU | SPD | AUF AKK | FDP | REP | FWG | Gesamt | Ortsvorsteher                                                     |
| ---- | --- | --- | ------- | --- | --- | --- | ------ | ----------------------------------------------------------------- |
| 2021 | 3   | 4   | 4       | 1   | –   | 3   | 15     | Stephan Lauer (CDU)                                               |
| 2016 | 3   | 4   | 3       | 1   | –   | 4   | 15     | Stephan Lauer (CDU)                                               |
| 2011 | 3   | 5   | 2       | 1   | –   | 4   | 15     | Karl-Herbert Müller (FWG, bis 2012), Stephan Lauer (CDU, ab 2012) |
| 2006 | 3   | 5   | 1       | 1   | 1   | 4   | 15     | Karl-Herbert Müller (FWG)                                         |
| 2001 | 4   | 6   | 2       | 1   | 2   | –   | 15     | Klaus Lenz (SPD)                                                  |
| 1997 | 4   | 7   | 2       | 1   | 1   | –   | 15     | Klaus Lenz (SPD)                                                  |
| 1993 | 4   | 7   | 3       | 1   | –   | –   | 15     | Franz Henz (SPD)                                                  |
| 1989 | 4   | 8   | 2       | 1   | –   | –   | 15     | Franz Henz (SPD)                                                  |
| 1985 | 5   | 9   | –       | 1   | –   | –   | 15     | Franz Henz (SPD)                                                  |
| 1981 | 6   | 8   | –       | 1   | –   | –   | 15     | Franz Henz (SPD)                                                  |
| 1977 | 6   | 9   | –       | –   | –   | –   | 15     | Franz Henz (SPD)                                                  |
| 1972 | 5   | 10  | –       | –   | –   | –   | 15     | Robert Fink (1966–1974), Toni Schauer (1975–1977)                 |

## Schulen und öffentliche Einrichtungen

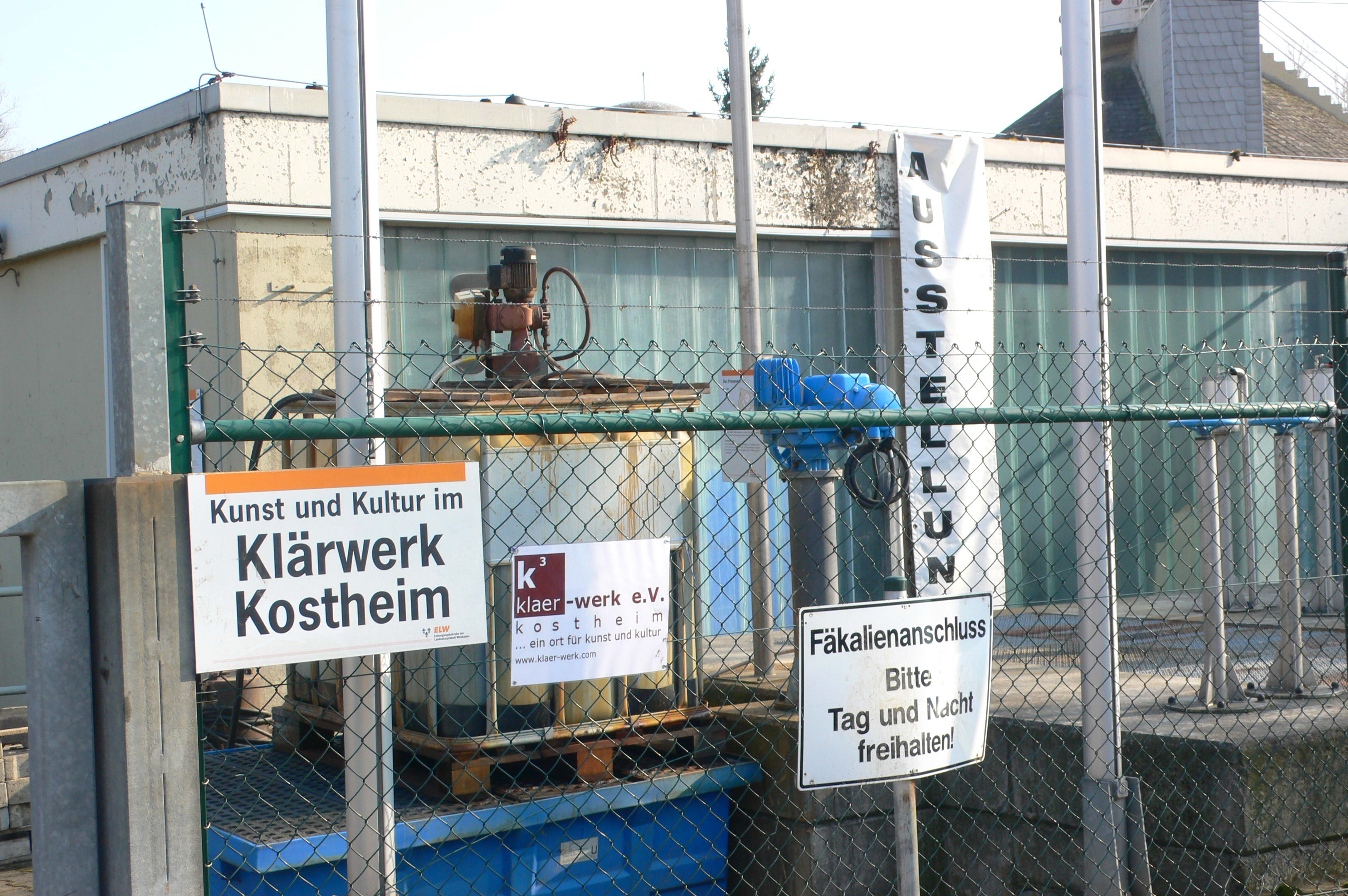
Kläranlage

In Kostheim sind die Carlo-Mierendorff-Schule, die Brüder-Grimm-Schule und die Krautgartenschule als Grundschulen ansässig, dazu kommen die Förderschule Albert-Schweitzer-Schule und die Gesamtschule Wilhelm-Leuschner-Schule. Im Komplex der Wilhelm-Leuschner-Schule befindet sich eine große Turnhalle, die auch außerhalb des Schulbetriebes zu vielfältigen sportlichen Veranstaltungen genutzt wird. In unmittelbarer Nachbarschaft befindet sich die AKK-Ortsverwaltung sowie das Hallenbad, welches seit einem Brand in der Sauna im Oktober 2023 außer Betrieb ist. Im Jahr 2024 sprachen sich Oberbürgermeister und Ortsbeirat für einen Neubau an gleicher Stelle aus.
Kostheim verfügt außerdem über ein Bürgerhaus, in welchem sich auch die örtliche Stadtteilbibliothek befindet. Ein Abriss wird in wenigen Jahren nach Fertigstellung des neuen gemeinsamen Bürgerhauses mit dem Nachbarstadtteil Mainz-Kastel erfolgen. Daneben gibt es auf der Maaraue ein Freibad und eine Wasserschutzpolizeistation, einen Campingplatz und die stillgelegte Kläranlage, die zunächst als außergewöhnlicher Ort kultureller Veranstaltungen diente. Mittlerweile wurde das Gelände aber eingeebnet sowie eingezäunt und dient als Hundeauslaufplatz. Seit dem Sommer 2013 ist auch das Zweite Wiesbadener Polizeirevier in Kostheim beheimatet; der vorherige Standort in Kastel wurde aufgegeben.

## Weitere Sehenswürdigkeiten und Besonderheiten

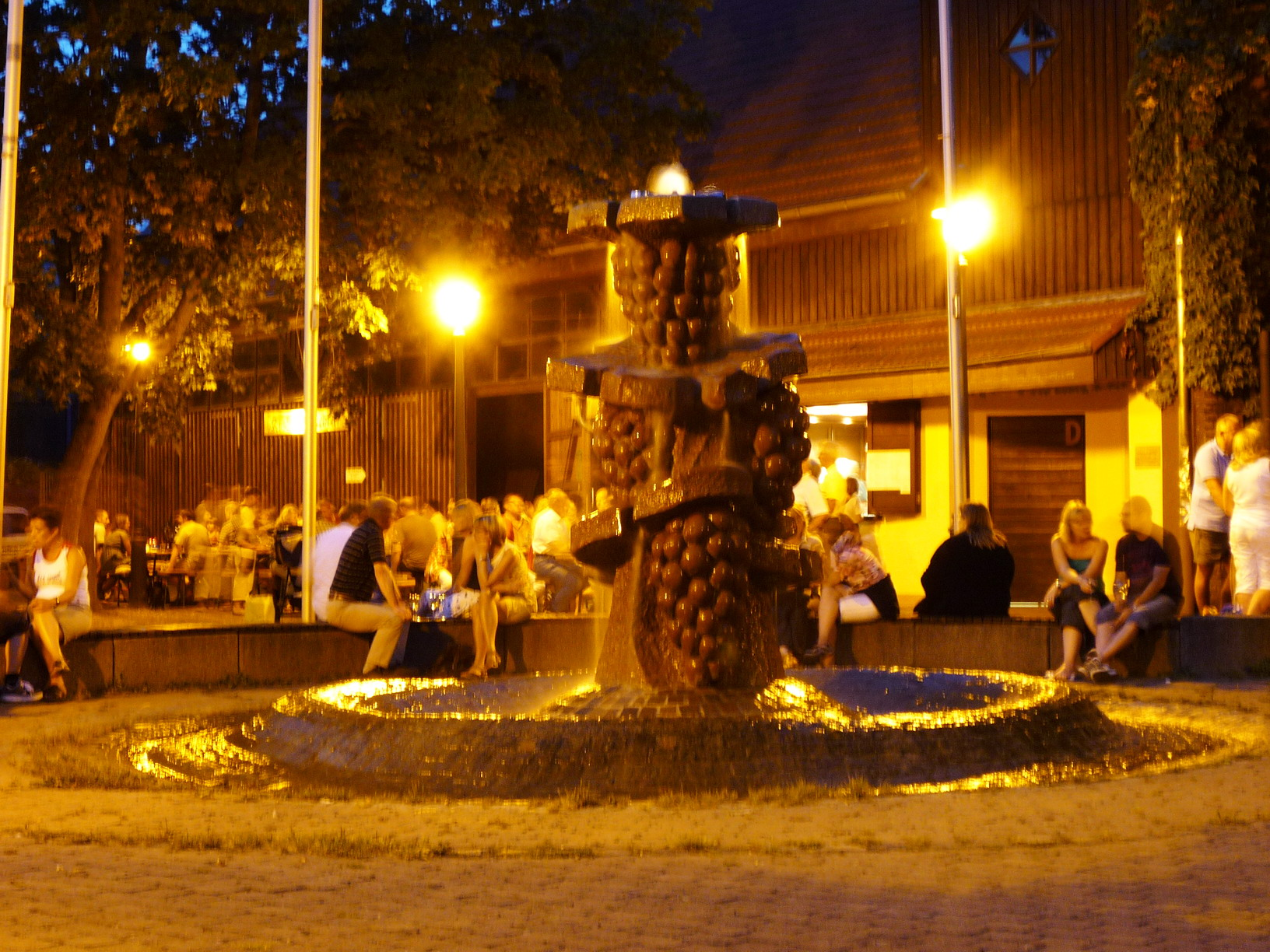
Weinbrunnen von Erwin Mosen

In der alten Ortsverwaltung an der Hauptstraße hat der Heimatverein Kostheim ein kleines Museum eingerichtet. Weitere Vereine haben in diesem Gebäude ihre Geschäftsstellen oder ihre Vereinsheime, das Gebäude wird daher auch als „Haus der Vereine“ bezeichnet. Bisher weitgehend unbeachtet verläuft quer durch den Hof dieses Hauses auch der fünfzigste Grad nördlicher Breite. In unmittelbarer Nachbarschaft befindet sich der Weinprobierstand mit Weinbrunnen. Am anderen Ende von Kostheim finden sich Zeugnisse religiöser Kultur in Form des Rübenkapellchens sowie am Fähncheskreuz. Bezeichnend in diesem Zusammenhang sind auch urig anmutende Gemarkungsnamen wie „Gotthelf“ und „Teufelssprung“.
Seit 1975 wird in Mainz-Kostheim jährlich eine Weinkönigin gewählt.
Als Projekt des Regionalparks Rhein-Main steht seit 2011 am Kostheimer Hafen ein 20 Meter hoher als Stahlkonstruktion errichteter Aussichtsturm. Ein holzbeplankter Steg führt vom Mainufer zum Treppenaufgang der dreieckig angeordneten Wendeltreppe. Über 80 Stufen gelangt man zur Aussichtsplattform, von der man einen guten Rundblick auf den Main und das Kostheimer Mainufer hat.